# آن فورد
آن فورد (بالإنجليزية: Ann Ford) هي منافسة ألعاب القوى بريطانية، ولدت في 30 مارس 1952.

## وصلات خارجية
- آن فورد على موقع الاتحاد الدولي لألعاب القوى (الإنجليزية)
- آن فورد على موقع اتحاد ألعاب الكومنولث (مؤرشف) (الإنجليزية)